# Serra de les Carboneres

La Serra de les Carboneres, respecte del terme d'Abella de la Conca

La Serra de les Carboneres és un serrat dels termes municipals d'Abella de la Conca i d'Isona i Conca Dellà (antic terme d'Isona), a la comarca del Pallars Jussà.
Està situada a l'extrem oriental del terme isonenc i a l'extrem sud-est del d'Abella de la Conca, en territori de la Rua. És al nord-oest del cim d'Estadella, al nord de la Corona, cim que pertany a aquesta serra. És a migdia del Coll d'Espina i a ponent de Rocablanca.

## Etimologia
Aquest serrat deu el nom a la presència de nombroses carboneres; és a dir, boscos de roure i alzina, principalment, on es produïa carbó vegetal amb la pràctica, ancestral, de la crema controlada i supervisada per un expert, el carboner, de fusta d'aquests arbres.